# هوروكيف
هوروكيف (Горохів) هي مدينة في محافظة فولين في أوكرانيا.
يبلغ عدد سكانها حوالي 9006 نسمة.